# Calabijev trikotnik
Calabijev trikotnik je posebni trikotnik, ki ga je odkril Eugenio Calabi, in je določen s svojo značilnostjo, da ima tri različne postavitve za svoj največji včrtani kvadrat. Je topokotni enakokraki trikotnik z iracionalnim, vendar algebrskim razmerjem med dolžinama soležnih stranic in nasprotno ležečo bazo. Ena lega je simetrična glede na višino baze, preostali dve pa sta prav tako simetrični glede na isto višino. Tudi enakostranični trikotnik ima sorodno postavitev treh skladnih kvadratov, vedno pa ena stranica kvadrata leži na eni od stranic trikotnika.

## Definicija
V poljubni trikotnik naj se nariše največji kvadrat. Včasih se lahko nariše v več različnih legah. Če se največji takšen kvadrat lahko nariše v treh različnih legah, je trikotnik ali enakostraničen ali Calabijev. Calabijev trikotnik se tako lahko definira kot neenakostranični trikotnik s tremi različnimi legami svojega največjega včrtanega kvadrata.

## Oblika
Calabijev trikotnik je enakokrak. Razmerje med dolžino nasproti ležeče stranice topega kota (baze) in dolžino paroma enakih soležnih stranic je enako (OEIS A046095):
{\displaystyle x={\frac {1}{3\cdot 2^{2/3}}}{\bigg (}2^{2/3}+{\sqrt[{3}]{-23+3i{\sqrt {237}}}}+{\sqrt[{3}]{-23-3i{\sqrt {237}}}}{\bigg )}\!\,,}
kar je enako 1,55138752454... S pomočjo trigonometričnih funkcij je razmerje enako:
{\displaystyle x={\frac {1}{3}}{\bigg (}1+{\sqrt {22}}\cos {\bigg (}{\frac {1}{3}}\cos ^{-1}{\bigg (}-{\frac {23}{11{\sqrt {22}}}}{\bigg )}{\bigg )}{\bigg )}\!\,.}
Razmerje je enako največji pozitivni ničli kubične enačbe:
{\displaystyle 2x^{3}-2x^{2}-3x+2=0\!\,,}
njegov neskončni verižni ulomek pa je enak (OEIS A046096) [1, 1, 1, 4, 2, 1, 2, 1, 5, 2, 1, 3, 1, 1, 390, ...].
Calabijev trikotnik je topokotni trikotnik s topim kotom enakim 101,7359477...° in nasprotnima kotoma enakima 39,1320261...°.